# Paradentalium
Paradentalium es un género de molusco escafópodo marino de la familia Dentaliidae.
Su concha tiene una forma cónica y curvada.

## Especies
Las especies incluidas dentro del género Paradentalium son:
- Paradentalium americanum (Chenu, 1843)
- Paradentalium angustistriatum Chistikov, 1979
- Paradentalium choneides V. Scarabino & F. Scarabino, 2010
- Paradentalium daniellae V. Scarabino & F. Scarabino, 2010
- Paradentalium disparile (d'Orbigny, 1847)
- Paradentalium flindersi Cotton & Ludbrook, 1938
- Paradentalium francisense (Verco, 1911)
- Paradentalium gouldii (Dall, 1889)
- Paradentalium gradile Chistikov, 1979
- Paradentalium hemileuron (Verco, 1911)
- Paradentalium hexagonum (Gould, 1859)
- Paradentalium infractum (Odhner, 1931)
- Paradentalium intercalatum (Gould, 1859)
- Paradentalium kabati Scarabino, 2008
- Paradentalium katowense (Brazier, 1877)
- Paradentalium natalense (Barnard, 1963)
- Paradentalium octopleuron (Verco, 1911)
- Paradentalium pistis (Winckworth, 1940)
- Paradentalium pseudosexagonum (Deshayes, 1826)
- Paradentalium rudoi Scarabino, 1995

## Sinonimias
- Dentalium (Paradentalium) Cotton & Godfrey, 1933